# Eric Adams (zanger)

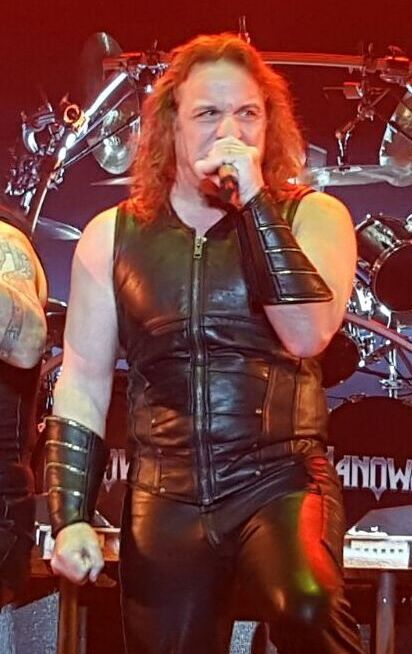
Adams in 2016

Eric Adams (Auburn, New York, 12 juli 1954) is sinds de oprichting zanger van de heavymetalband Manowar.

## Muziek
Adams zingt zeer krachtig en gevarieerd. Hij kan een hoge noot meer dan 40 seconden aanhouden. Veel heavymetalaanhangers waarderen hem vanwege zijn stem.

## Duet
In 2002 nam Eric Adams samen met de bekende Engelse zangeres Sarah Brightman het duet Where Eagles Fly op, maar deze muziek is nooit verschenen. Toen aan Adams de vraag werd gesteld waardoor dit kwam, antwoordde hij: That's not up to us.

## Film
Adams nam ook een dvd op met Chester Moore over het leven en jagen in het wild. Deze dvd was getiteld Wild Life and Wild Times.

## Discografie
- Zie Manowar

- International Standard Name Identifier: 0000 0004 4888 3447
- MusicBrainz: 4c96a93c-85ab-4aaa-83f2-bd1ad759e63b
- Nationale Bibliotheek van Tsjechië: xx0064528
- Virtual International Authority File: 85719377